# 366272 Medellin
366272 Medellin este o planetă minoră (asteroid), cu un diametru de 6,443 km, din centura de asteroizi. A fost descoperită pe 30 martie 2003 la Mérida de Ignacio Ramón Ferrín Vázquez⁠(d). 
Obiectul prezintă o orbită caracterizată de o semiaxă mare de 3,176329282277 UAi, o excentricitate de 0,1, o înclinație de 19,8 ° în raport cu ecliptica.